# Isohipsa

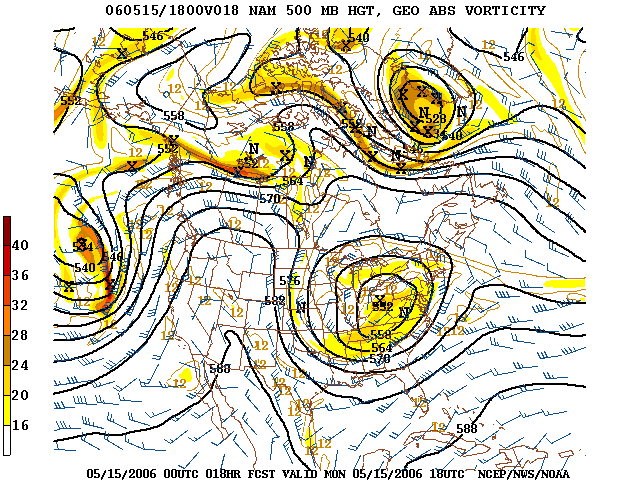
Mapa con contornos en negro de los isohipsas de la altura geopotencial de la presión de 500 hPa. Este mapa muestra las zonas de mínima y de máxima altura de esta presión en cuanto al nivel del mar

Una isohipsa (del griego: ἴσος ὕψος [isos hypsos] ‘igual altura’) es en meteorología una línea de igual altitud de geopotencial sobre una superficie dada, generalmente una superficie isóbara, representada sobre un mapa meteorológico o sobre un gráfico. Se trata pues de una Isolínea de elevación expresada en unidades de medida geopotenciales (el metro geopotencial es aproximadamente igual al metro).
Sobre los mapas meteorológicos, su valor está anotado en decámetros geopotenciales (ejemplo: 540 indica una altitud de aproximadamente 5400 metros). Remarcando los contornos de las isohipsas, se obtiene una imagen que muestra como se distribuyen estas alturas a la zona de interés. La superficie isohipsa que tiene una altitud geopotencial igual a cero representa la superficie de la altura media oceánica.
Esta noción se ha utilizado bajo otros nombres en cartografía, en geología, en oceanografía y en hidrología:
- Curva de nivel. Isolínea de altitud para encontrar la forma que toma el terreno.
- Isóbata. Isolínea de profundidad de los océanos o de un estrato rocoso subterráneo.
- Isoyeta. Isolínea imaginaria que une los puntos con la misma media de pluviosidad.